# Dolichopus dasyops
Dolichopus dasyops är en tvåvingeart som beskrevs av Malloch 1919. Dolichopus dasyops ingår i släktet Dolichopus och familjen styltflugor.
Artens utbredningsområde är Northwest Territories, Kanada. Inga underarter finns listade i Catalogue of Life.